# Brandhuber Barna
Brandhuber Barna (Budapest, 1974. február 13. –) labdarúgó, csatár.

## Pályafutása
Solymáron nőtt fel és ott is kezdte hétévesen a labdarúgó pályafutását, a helyi Solymári SC utánpótlás csapatában. Később a Vasas SC lett a nevelőegyesülete, ahol négy évet töltött. Az angyalföldi serdülő csapattal egy ízben bajnoki címet is nyert. 1992-ben szerepelt először  felnőtt csapatban, mégpedig az NB III-as Solymár SC-ben. Egy évvel később Piliscsabára, az azt követő évadban pedig Pilisvörösvárra igazolt. A vörösváriaknál a klub legjobb időszakát töltötte, miután csapata az NB III-ban szerzett ezüstérmével, történetének legkiemelkedőbb eredményét érte el. Ráadásul éppen csak kicsúszott kezükből a bajnoki cím, ugyanis mindössze gólaránnyal szorultak a második helyre. Az újabb év újabb váltást hozott számára, miután az Elektromos SC-hez került, majd ismét egy évvel később a Dorogi FC játékosa lett. Csapatával bajnoki címet nyertek az évad végén az NB III-ban, majd sikeresen vették az osztályozó mérkőzést is az NB I/B-ért. Az 1997-es év sikereit gyarapította a Magyar Kupa Megyei döntőjének megnyerése.
A Tatabánya 6-0-s legyőzésével az országos főtáblára kerültek, majd a Kispest Honvédot is magában foglaló csoportból is továbbjutottak, végül az MTK elleni igen nyílt és szoros mérkőzésen búcsúztak a legjobb 16-közé jutásért. Az NB I/B-ből 1998-ban szerencsétlenül kiestek, majd az NB II-ben folytatva dobogón végeztek. Az 1999-2000-es évadban bejutottak az NB I-nek nevezett másodosztályba. A tavaszi szezont a teljesen kiürült klubkassza mellett küzdötték végig, s bár sikeresen teljesítették a feljutást, a dorogi egyesület anyagi gondjai továbbra is fennálltak és sokáig úgy tűnt, hogy nem tudnak elindulni a magasabb osztályban. Így a nyári szünetben átigazolt a szomszédvár, az Esztergom NB III-as csapatához, majd egy évvel később Zsámbékon folytatta. Végül Pilisszentivánra vitte az útja, ahol három évnyi játékot követően 2005-ben fejezte be az aktív sportot.

## A leggyorsabb gól
Bár a legkorábban szerzett gól abszolút rekordját egykori csapattársa, Marczinkó Zoltán tartja a dorogi klub történetében, mégis az ő találatát is egy lapon emlegetik vele, amelyet a Szolnoki MÁV FC ellen szerzett az 1997-1998-as évad őszi szezonjában az NB I/B-ben. Noha Marczinkónak fél perc sem kellett, azonban ez a gól is rekordszámban ment, amely a 45. másodpercben született, ráadásul idegenben. Ami még különlegessé teszi, hogy az ellenfél kezdte a mérkőzést.

## Sikerei, díjai

### Pilisvörösvár
- Bajnoki ezüstérmes (NB III – 1994-1995)

### Dorog
- Bajnoki cím (NB III – 1996-1997)
- Bajnoki bronzérmes (NB II – 1998-1999)
- Kvalifikáció az NB I-be (amatőr első osztály) jutáshoz (1999-2000)
- Kétszeres Magyar Kupa Megyei kupa-győztes (1997, 1999)

## Érdekességek
- 1997 júniusában, az NB I/B-ért lejátszott osztályozó visszavágóján rettentő kánikula tombolt. Ennek dacára mindkét fél játékosai hatalmas becsvággyal vetették magukat a küzdelembe és kifejezetten nagy iramú, élvezetes játékot hozott az első félidő. A szünetben orvosi vizsgálaton estek át a játékosok és a dorogi csapatorvos, Dr. Pák Gábor nem engedte őt vissza a folytatásra.
- Szintén 1997-ben, az MTK elleni Magyar kupa legjobb 16-közé jutásért rendezett találkozón nem mindennapi esemény történt. Abban az időben testvérével együtt játszottak Dorogon és mindketten pályára is léptek a fővárosi favorit klub ellen. A mérkőzés egyik legnagyobb helyzeténél játszottak főszerepet. Egy kecsegtető helyzetnél Barna 16-osról leadott lövése Babos Gábor kapus kezét is érintve, a jobb kapufán csattant, majd a kipattanóra testvére, Tamás érkezett és ajtó-ablak helyzetben a felső lécet találta telibe, majd az onnan levágódott labdát ezúttal Barna a bal kapufára lőtte.
- 1998-ban egy szabályos, egyben szépségdíjas góltól fosztották meg. A Csepel SC ellen léptek pályára idegenben, ahol a dorogiak magabiztos győzelmet arattak, ám 2-0-s állásnál egy nagyszerű akció végén, a jobb oldalról érkező beadást felhő fejessel vette be a jobb felső sarkot. A játékvezető érthetetlen okból nem adta meg a gólt.

## Családja
Külkereskedelmi szakközépiskolát végzett. 2005-ben nősült, kisfia 2009-ben született. Jelenleg Kanadában, Ottawa városában él családjával, ahol többek között egy helyi öregfiúk csapatban játszik.